# Dioctria vainsteini
Dioctria vainsteini är en tvåvingeart som beskrevs av Pavel Lehr 1999. Dioctria vainsteini ingår i släktet Dioctria och familjen rovflugor. Inga underarter finns listade i Catalogue of Life.